# サラ・ティーズデール

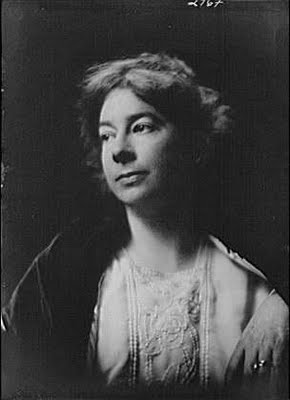

サラ・ティーズデール（Sara Teasdale、1884年8月8日 - 1933年1月29日）は、アメリカの女性詩人。ミズーリ州セントルイス生まれ。 日本では、韓国のテレビドラマ『冬のソナタ』第13話で彼女の作品『The Flight』（『Love Songs』 所収）が引用され、知名度が上がった。
主な主題は、愛、自然美、および死であり、その作品は20世紀初期にこよなく愛された。1918年、彼女は、詩集『Love Songs』で、コロンビア大学 Poetry Society賞、および Poetry Society of America の annual prize を受けた。彼女のスタイルと抒情は、詩『Spring Night』において十分に例証されている。
彼女は終生健康に恵まれず、9歳になってようやく自宅から1ブロック離れた私立学校に通学し得ると判断された。1889年 Mary Institute に行き、翌年 Hosmer Hall に登録され、1903年に卒業した。彼女に影響を与えたものには、実際にその演技を見たことがない女優エレオノーラ・ドゥーゼ、詩人ロセッティ、そして1905年から始まる複数回のヨーロッパ旅行がある。
1913年、彼女は2人の崇拝者から求愛された。詩人ヴェーチェル・リンジーは彼女と恋に落ち、一時は毎日、長い恋文を送った。その後、彼女に結婚を申し込み、彼女も彼に深い感情を抱いていたが、彼女は1914年、30歳の時に裕福なフィルシンガーと結婚した。翌年、ニューヨークに移り、同地は彼女の余生を過ごす地となった。ティーズデールとリンジーは、終生、愛情あるしかしプラトニックな友人で、リンジーによれば、彼女はリンジーの人生で「最も霊感を与え、最も満足させる友人」であった。彼女は、リンジーが自身の最高傑作と信じる『The Chinese Nightingale』の霊感の源であった。
ティーズデールは優れたヴィクトリア朝的養育の所産であり、詩に表現した情熱を人生で経験することは決してできなかった。その結婚は幸福ではなく、フィルシンガーとは1929年に離婚した。彼女の健康状態はさらに悪化した。1933年1月29日の朝、ニューヨーク市内のアパートメントで睡眠薬を過量摂取し、温かなバスタブに横になり、眠りに落ち、二度と目覚めなかった。最後の、一部の人々によれば最高の詩集『Strange Victory』は、同年、彼女の死後に刊行された。ティーズデールはセントルイスの Bellefontaine Cemetery に埋葬された。彼女の自殺の2年前の1931年には、友人で元求婚者であるリンジーもまた自殺を遂げている。
1914年、彼女は、St. Louis Walk of Fameに殿堂入りした。

## 自殺と『I Shall Not Care』
1933年の自殺をめぐる都市伝説がある。
それによれば、詩『I Shall Not Care』（その特徴は、放棄、苦渋、および死の瞑想である）は前の恋人宛の自殺の遺書として書かれたという。しかしながら、実際はこの詩は自殺の18年前、1915年の詩集『Rivers to the Sea』において刊行された。